# Неонілинське
Неоні́линське (рос. Неониленское) — село у складі Шадрінського району Курганської області, Росія. Адміністративний центр Неонілинської сільської ради.
Населення — 305 осіб (2010, 375 у 2002).
Національний склад станом на 2002 рік: росіяни — 97 %.